# Муравйов Юрій Васильович
Юрій Васильович Муравйо́в (нар. 23 січня 1934, Старокорсунська — пом. 5 травня 2000, Маріуполь) — український живописець; член Спілки художників України з 1993 року.

## Біографія
Народився 23 січня 1934 року в станиці Старокорсунській (нині Краснодарський край, Росія). 1974 року закінчив Харківський художньо-промисловий інститут. Навчався у Жданові у художній студії при Палаці культури заводу «Азовсталь» у Якова Никодимова.
Жив у Маріуполі, в будинку на проспекті Будівельників, № 146, квартира 134. Помер у Маріуполі 5 травня 2000 року.

## Творчість
Працював у галузі станкового і монументально-декоративного живопису. Серед робіт:
- «Монастир» (1989, полотно, олія);
- «Натюрморт» (1990, полотно, олія).

Брав участь у міських, обласних, всеукраїнських мистецьких виставках з 1970-х років.